# K-CGN
K-CGN – polski ćwiczebny granat nasadkowy kulkowy.
Granat został opracowany w Wojskowym Instytucie Technicznym Uzbrojenia. Granaty K-CGN są miotane przy pomocy kbkg wz.1960 oraz kbkg wz. 1960/72. Granat wielokrotnego użycia, stosowany podczas strzelań treningowych. Elementem wymiennym jest ładunek dymno - błyskowy.